# Flugunfall bei Meesden Green
Der Flugunfall bei Meesden Green ereignete sich am 1. April 1958 auf einem am London Stansted Airport gestarteten Testflug mit einer Handley Page Hermes der Skyways Limited. Bei dem Unfall starb die gesamte dreiköpfige Besatzung der Maschine.

## Flugzeug und Insassen
Das Flugzeug war eine 1950 gebaute Maschine des Typs Handley Page Hermes mit der Werknummer HP.81/22. Sie erhielt das Luftfahrzeugkennzeichen G-ALDV. Das viermotorige Mittelstreckenflugzeug war mit vier Sternmotoren des Typs Bristol Hercules ausgerüstet.
Da es sich um einen Testflug handelte, befand sich lediglich eine dreiköpfige Besatzung an Bord der Maschine, bestehend aus dem Flugkapitän Rayment, dem Ersten Offizier West und dem Flugingenieur N. Bradley.

## Unfallhergang
Die Maschine startete um 10:59 Uhr und stieg steil in nordwestlicher Richtung. Einige Minuten später beobachteten Augenzeugen, wie sich die Maschine in einer Höhe von 1.500 Fuß dem Flughafen aus westlicher Richtung näherte. Um 11:13 Uhr empfing die Flugsicherung einen Notruf von der Maschine, wobei der Flugkapitän meldete, dass die Steuerung schadhaft sei. Etwa zur selben Zeit beobachteten Augenzeugen, wie mit der Maschine sechs Meilen nordöstlich des Flughafens eine Reihe von Steig- und Sinkflügen durchgeführt wurde. Die Maschine stürzte kurz darauf auf ein Feld, wobei alle drei Insassen getötet wurden. Ein Großteil der Maschine wurde durch den anschließenden Brand zerstört.

## Ursache
Die Unfalluntersuchung förderte zutage, dass die Maschine auf einem Kurs von 040 Grad und mit einem Nickwinkel von −14 Grad aufgeschlagen war. Das Trümmerfeld erstreckte sich über eine Länge von 200 Yard. Der Rumpf war in der Mitte auseinandergebrochen und der Teil, zu dem das Cockpit gehört, lag nahezu auf der Rumpfoberseite. Alle vier Triebwerke und die backbordseitige Tragfläche waren von der Maschine abgerissen. Das Wrack war bis auf das Leitwerk schwer verbrannt.
Bei der Unfalluntersuchung konnte festgestellt werden, dass das Höhenruder zum Unfallzeitpunkt durch die Einwirkung eines Fremdkörpers, vermutlich eines Splints, blockiert gewesen war. Kerben an der Mechanik des Höhenruders wiesen darauf hin, dass erhebliche Kräfte aufgewendet wurden, um das Höhenruder wieder unter Kontrolle zu bekommen. Der Fremdkörper konnte nicht aufgefunden werden und es wurde vermutet, dass er sich beim Aufprall aus dem Höhenrudermechanismus wieder herausgelöst hatte.